# Maria Carolina da Áustria (1740–1741)
Maria Carolina Ernestina Antônia Joana Josefa de Áustria (em alemão: Maria Karolina Ernestina Antonia Johanna Josepha von Österreich.) (Viena, 12 de janeiro de 1740 - 25 de janeiro de 1741) foi uma arquiduquesa da Áustria, filha da imperatriz Maria Teresa e de Francisco I, Sacro Imperador Romano-Germânico.

## Biografia
Na terceira gravidez de Maria Teresa, as expectativas para um herdeiro masculino eram intensas. A decepção foi correspondentemente grande quando, em 12 de Janeiro de 1740, uma terceira menina nasceu. Ela foi imediatamente batizada na mesma noite em que nasceu.
Após a morte de sua irmã primogênita, Maria Isabel, no dia 7 de Junho de 1740, Maria Carolina se tornou a segunda na linha de sucessão, precedida apenas por outra irmã mais velha, Maria Ana. Cinco meses depois, em 20 de outubro, seu avô, o Imperador Carlos VI, morreu e sua mãe, grávida de quatro meses, herdou as terras austríaca e boêmia, e com isso começou a Guerra da Sucessão Austríaca.
Aproveitando sua aparente fraqueza, os soberanos europeus estão fazendo ouvir suas ambições e seu desejo de desmembrar as posses de seus parentes. A partir do mês de dezembro, o rei Frederico II da Prússia, que gozava da confiança do jovem soberano, invadiu a rica província da Silésia sem aviso prévio.
Em 24 de Janeiro de 1741, a jovem arquiduquesa ficou gravemente doente com convulsões violentas, morrendo repentinamente por volta do meio-dia do dia seguinte com 1 ano de idade e 13 dias de idade. Acredita-se que a causa da morte seja tetania ou espasmofilia; no entanto, no momento de sua morte, uma autópsia foi realizada no cadáver, mas nenhuma explicação foi dada para seu falecimento. Sua morte acrescenta um infortúnio particular à rainha Maria Teresa, grávida pela quarta vez, cercada por todos os lados por seus inimigos e que já perdeu sua filha mais velha em 1740. Ela está enterrada na Cripta Imperial de Viena.

## Epílogo
A sua mãe dá à luz em março, após o tão esperado príncipe, a primeira vingança contra um ambiente hostil. Por conselho de sua avó, sua mãe dará ao filho o nome do pai adotivo de Cristo: José.
Duas outras irmãs receberam o seu nome: Maria Carolina (nascida e morta em 1748) e Maria Carolina (nascida em 1752), mais tarde Rainha de Nápoles e Sicília e uma feroz oponente da Revolução Francesa que sacrificou sua irmã Maria Antonieta e o império napoleônico que sacrificou sua neta Maria Luísa para se casar com Napoleão Bonaparte.